# Stanisław Gawliński (biolog)
Stanisław Gawliński  – polski biolog, doktor habilitowany nauk leśnych.

## Życiorys
W 1992 r. habilitował się na podstawie pracy zatytułowanej Wpływ nawożenia mineralnego na wegetację i chemizm sosny zwyczajnej. Pracował na stanowisku docenta w Instytucie Ochrony Środowiska - Państwowego Instytutu Badawczego.
Jest członkiem Polskiego Towarzystwa Inżynierii Ekologicznej.